# PortAventura World

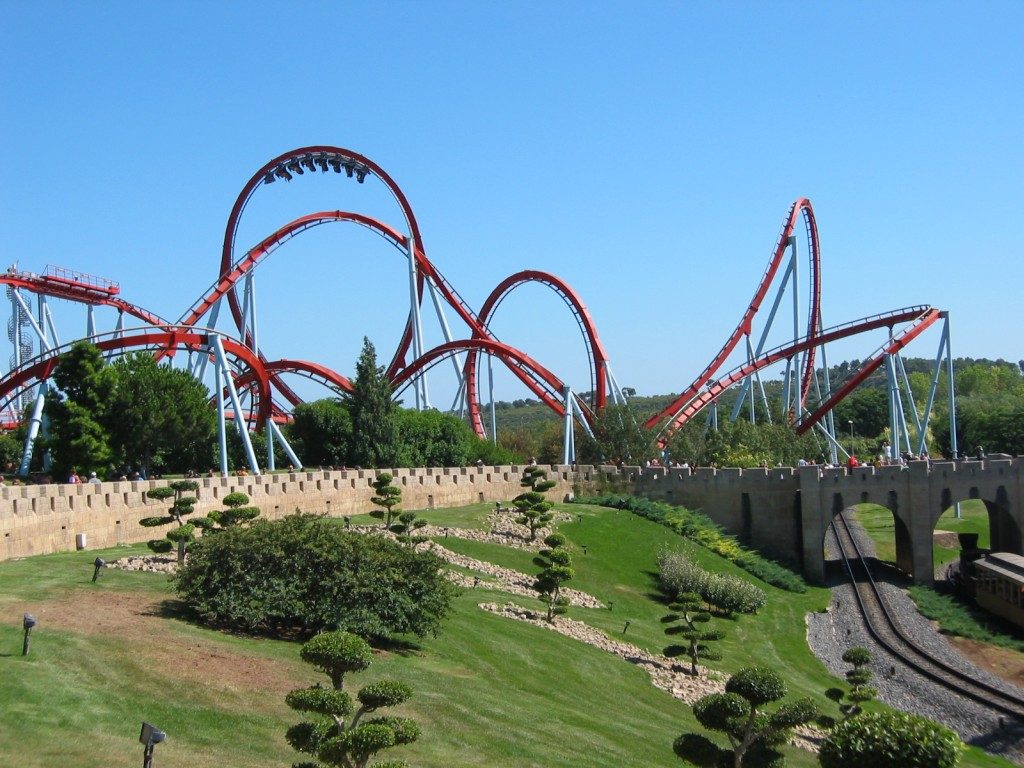
Dragon Khan in PortAventura Park

PortAventura World is een Spaans resort met een oppervlakte van 119 hectare gelegen in Salou en Vila-seca (Catalonië) bestaand uit onder andere zes hotels, twee attractieparken, een waterpark, een congrescentrum en een camperplaats.

## Geschiedenis

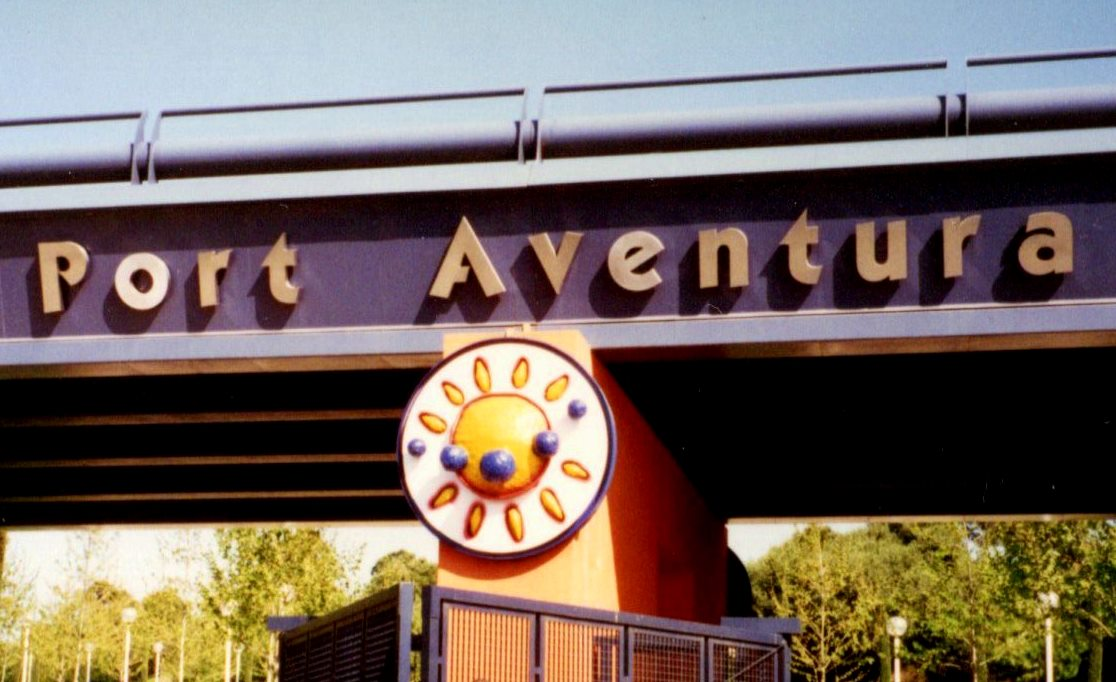
Parking-ingang met het eerste logo, 1997.

In 1995 opende Port Aventura zijn poorten. Het was toen nog een op zichzelf staand attractiepark dat geen onderdeel was van een resort.
2002 - Na de opening van diverse hotels kon gesproken worden van een resort en werd Port Aventura een onderdeel van een resort. Tevens opende er in het resort waterpark Costa Caribe. Ook werd de naam van het resort Universal Mediterranea.
2005 - Bij de aanvang van het nieuwe seizoen veranderde het resort zijn logo. In 2005 werd Universal Mediterranea omgedoopt tot PortAventura.
2008 - Het resort werd uitgebreid met twee golfparken: Golf Sur en Golf Norte.

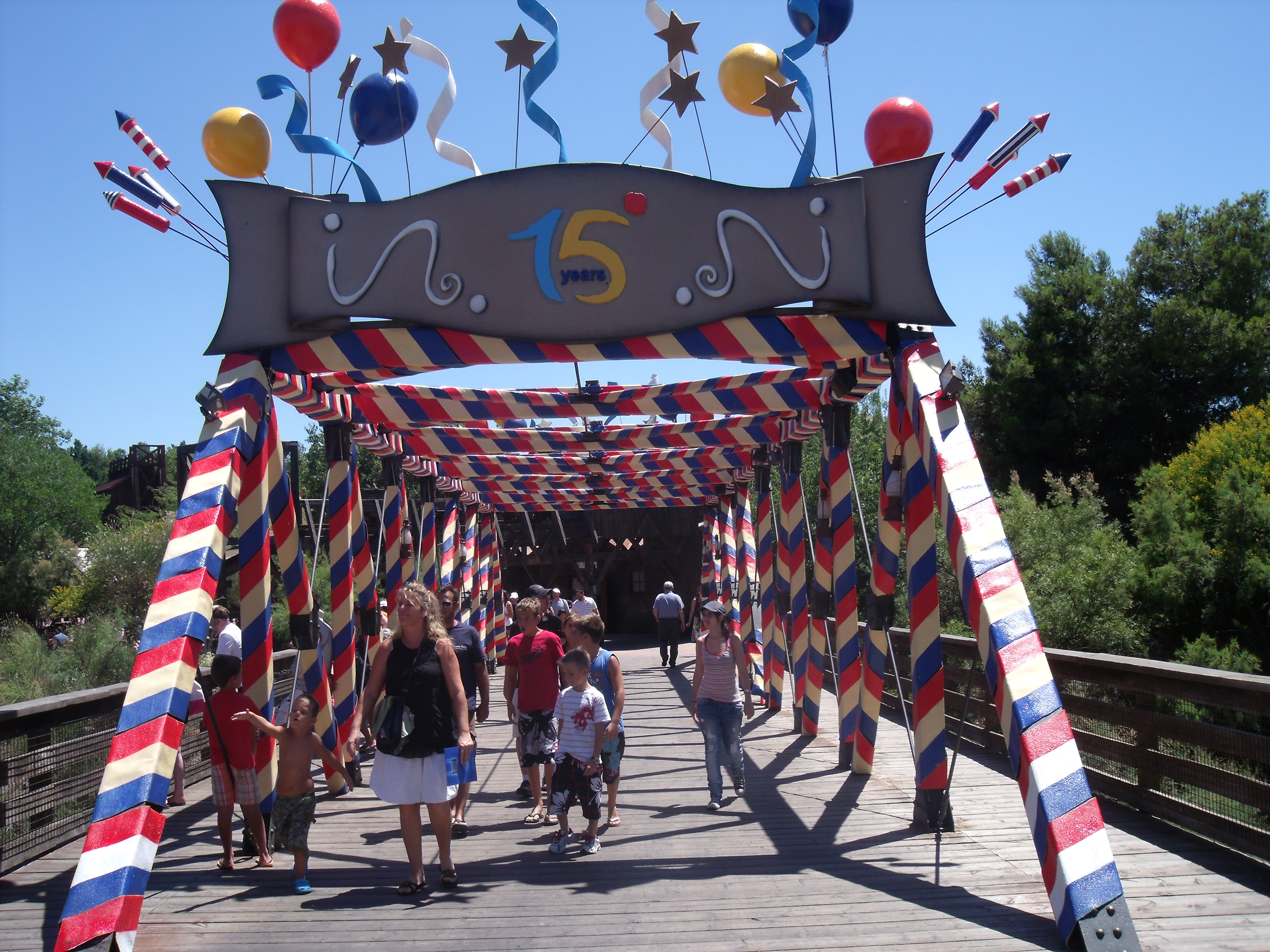
De versieringen voor de 15de verjaardag van het park.

2009 - Het resort opende een derde golfterrein: Golf Centre, een nieuw congrescentrum en vierde hotel.
2010 - Hotel Port Aventura werd omgedoopt naar Hotel Villa Mediterránea en waterpark Caribe Aquatic Park werd omgedoopt naar PortAventura Aquatic Park.
2011 - Hotel Villa Mediterránea werd hernoemd naar Hotel PortAventura.
2013 - In 2013 werd PortAventura omgedoopt tot PortAventura European Destination Resort. Het park herdoopte het waterpark tot Costa Caribe Aquatic Park en opende een nieuw gedeelte met de hoogste glijbaan van Europa.
2016 - In 2016 werd PortAventura European Destination Resort omgedoopt tot PortAventura World Parks & Resort.
2017 - Opening van het attractiepark Ferrari Land binnen het resort.

## Onderdelen
Het resort bestaat uit diverse onderdelen.

### PortAventura Park
PortAventura Park opende in 1995 als een op zichzelf staand attractiepark. Inmiddels is het attractiepark een onderdeel van PortAventura World en een van de best bezochte attractieparken van Europa.

### Ferrari Land
Het pretpark Ferrari Land is gewijd aan Ferrari en Italië met een oppervlakte van 60.000 m². Ferrari Land opende op 7 april 2017 als een nieuw themapark. De ingang is naast de hoofdingang van PortAventura Park.
De belangrijkste attractie van Ferrari Land is Red Force. Daarnaast zijn er twee vrije valtorens van 55 meter hoog, Flying Dreams is een simulator.

### Costa Caribe Aquatic Park

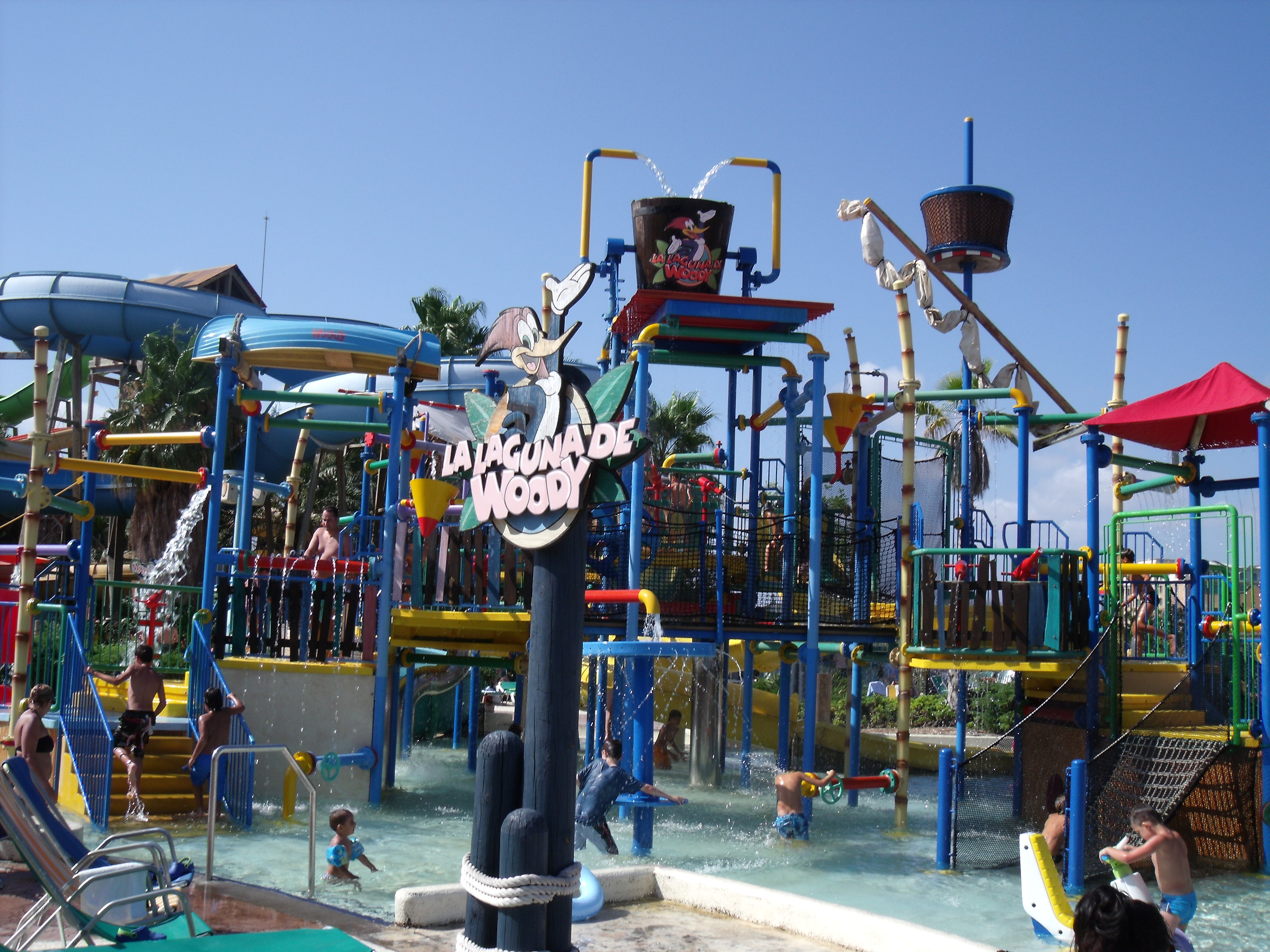
La Laguna de Woody in PortAventura Aquatic Park.

Dit is het waterpark van PortAventura World. Costa Caribe Aquatic Park ligt naast de pretparken en heeft een eigen ingang en een gemeenschappelijke ingang met PortAventura Park. Het park heeft twee zones: een indoorzone en een outdoorzone. Het park bezit twaalf glijbanen en enkele andere attracties. Het park is volledig gebouwd in Caribische sfeer. Met een oppervlakte van 50.000 m² is het het kleinste van de drie pretparken in het gebied.
Voor mensen die er meerdere dagen blijven heeft PortAventura World een hotel gebouwd, dat is gebaseerd op de Caraïben. Het hotel heet "Hotel Caribe" en heeft een eigen, groot zwembad.

### Hotels

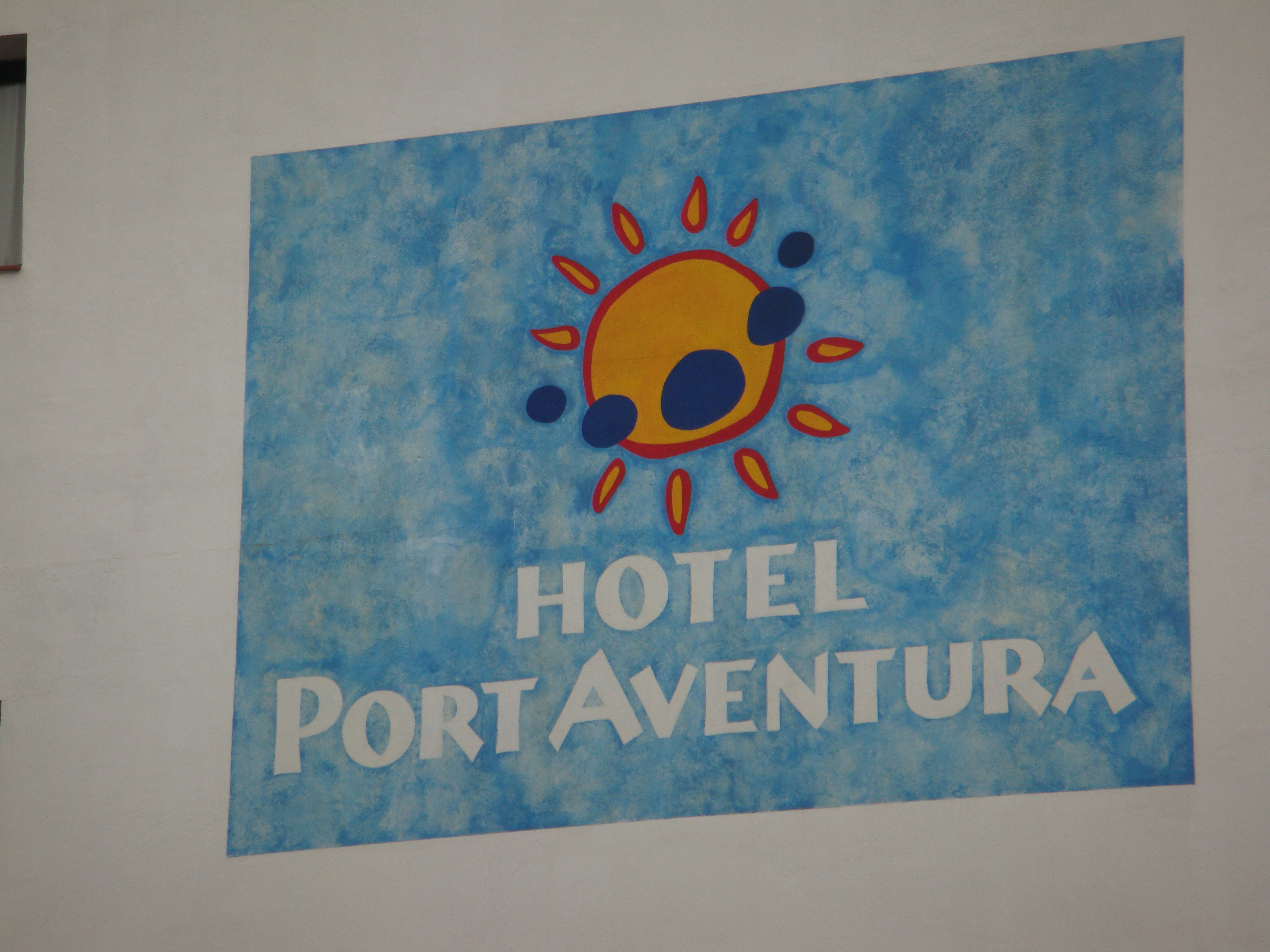
Hotel Port Aventura.

PortAventura World bezit vijf hotels: El Paso, Villa Mediterránea, Caribe, Gold River en Mansión de Lucy. Het Hotel PortAventura  (voordien Hotel Villa Mediterránea) is gelegen naast het park en heeft een privé-ingang tot het park. Het was het eerste hotel van het park. Hotel El Paso is het tweede hotel van het park en is gelegen iets buiten het parkdomein. Het hotel is volledig ingericht volgens Mexicaanse en Far West-stijl. Het derde hotel Caribe Resort is gebouwd toen het waterpark Costa Caribe (later PortAventura Aquatic Park) geopend werd. Het heeft een tropisch thema en een groot zwembad. Het hotel ligt iets dichterbij dan El Paso maar ligt aan de rand van het parkdomein. Het vierde hotel Gold River werd geopend in de zomer van 2009. Dit hotel is volledig opgetrokken in de Far West-stijl en heeft een directe toegang tot het park. In 2012-2013 werden de hotels vernieuwd.

### "Estacionamiento autocaravanes"
PortAventura World opende voor het seizoen 2012-2013 een speciale plaats op de parking waar caravans en motorhomes een hele nacht kunnen blijven staan. Dit wordt aangeboden in combinatie met een entreeticket, waarbij de reiziger (meestal op weg naar het zuiden of terug naar het noorden) overdag het park bezoekt, 's nachts overnacht in hun kampeerwagen en de dag nadien hun tocht verder zetten naar hun bestemming. Hiermee speelde het park in op de doortrekkende toeristen die anders het park links zouden laten liggen.

### Congrescentrum
In oktober 2009 opende PortAventura World ook een congrescentrum, waar tentoonstellingen en vergaderingen plaatsvinden. Ook het congrescentrum heeft een eigen toegang tot PortAventura Park.

### Beach Club
PortAventura heeft een eigen strand in Salou. Het strand is enkel toegankelijk voor de bezoekers van de hotels van het resort. Er zijn zwembaden aanwezig en een restaurant met de naam Lumine. Het restaurant is het enige gedeelte dat ook open is voor het publiek. Verder kunnen de mensen er ook relaxen, sporten en genieten van het uitzicht.

### Lumine Golf
Het PortAventura World bezit drie golfbanen: Golf Sur (18 holes), Golf Norte (18 holes) enGolf Centre (9 holes). De banen grenzen niet allemaal aan het park maar worden afgesneden door de Autovia Tarragonna-Valencia. Ze worden begrensd door La Pineda, Salou en Vila Seca. Ze zullen deel gaan uitmaken van het sportgebied dat het resort wil bouwen. Er zijn verschillende formules om het golfgebied te gebruiken met elk verschillende prijzen. Voorheen heetten de golfbanen PortAventura Golf maar ze werden hernoemd naar Lumine Golf, aansluitend bij het Lumine Restaurant dat tevens eigendom is van het PortAventura World.

## Entertainment

### Shows
| Naam                        | Themagebied    | Opmerking                                          |
| --------------------------- | -------------- | -------------------------------------------------- |
| FiestAventura               | Mediterranea   | Alleen in de zomer                                 |
| La parade del verano        | Mediterranea   | Alleen in de zomer                                 |
| Sésamo Parade               | Mediterranea   |                                                    |
| Aloha Tahití                | Polynesië      | 's Avonds vervangen door Noches de Fuego en Tahití |
| Aves del Paraiso            | Polynesië      | Vogelshow                                          |
| Pareos en Bora Bora         | Polynesië      |                                                    |
| Noches de Fuego en Tahití   | Polynesië      | Vervangt op zomeravonden Aloha Tahití              |
| Sea Odissey 4D              | Polynesië      | 4D film*                                           |
| Bubblebou                   | China          | Zeepbellenshow                                     |
| Music Generation            | China          |                                                    |
| Los Shaloin de Shambhala    | China          |                                                    |
| Templo del Fuego            | Mexico         | Afhankelijk van de drukte                          |
| Baila Mexico                | Mexico         | Afhankelijk van de drukte                          |
| Bang Bang West              | Far West       |                                                    |
| Atraco al Saloon            | Far West       |                                                    |
| SésamoAventura              | SésamoAventura |                                                    |
| ¡Es la hora de la aventura! | SésamoAventura |                                                    |

(*) Deze show heeft twee films. Hiervoor zijn twee wachtrijen voorzien.
Voormalige shows
| Naam                               | Themagebied                                       | Opmerking                                   |
| ---------------------------------- | ------------------------------------------------- | ------------------------------------------- |
| Woody y sus amgios                 | Mediterranea, Polynesië, China, Mexico & Far West | Ontmoeting met de mascottes                 |
| China Town                         | China                                             | -2009                                       |
| Guau                               | China                                             | Hondenshow                                  |
| ¡Hola PortAventura!                | China                                             |                                             |
| ¡Hola PortAventura: summer nights! | China                                             | 2011                                        |
| Ritmos de América                  | Mexico                                            | Dansshow                                    |
| La gran Fiesta                     | Mexico                                            | 2011                                        |
| Fort Frenzee                       | Far West                                          |                                             |
| Yes we Can Can!                    | Far West                                          | Cancanshow                                  |
| Maverick, el Tahúr                 | Far West                                          |                                             |
| Country Music                      | Far West                                          |                                             |
| Aventura en el Oeste               | Far West                                          | Weekends: in de zomer                       |
| The Big Small Show                 | Far West                                          |                                             |
| Can Can Forever                    | Far West                                          | Cancanshow                                  |
| Betty Boop's American Music        | Far West                                          | 2011                                        |
| Woody on tour                      | Far West, Mexico, Mediterranea                    | 2011                                        |
| Betty Boop on tour                 | Far West, Mexico, Mediterranea                    | 2011                                        |
| Jarana Mexicana                    | Mexico                                            |                                             |
| Ábrete Sesamo                      | Mexico                                            | Kindershow met de Sesamstraat figuren       |
| Xian-Mei y el pequeño panda        | China                                             |                                             |
| PortAventura LIVE!                 | China                                             | Show voor het 15-jarig bestaan van het park |
| Aquamusic                          | Mediterranea                                      |                                             |
| Sésamo on tour                     | SésamoAventura                                    | 2011                                        |

### Evenementen
15e verjaardag
Ter gelegenheid van de 15e verjaardag van het park organiseerde het in de zomer van 2010 een speciale ijsshow over de geschiedenis van de film van de voorbije eeuw. Deze show bevatte choreografieën van ex-wereldkampioen ijsschaatsen Alexander Zhulin. De show werd in het congrescentrum gehouden.
Noches Blancas
Op 30 juni 2012 organiseerde het park de eerste van de Noches Blancas, waarbij het park geopend is tot 4 uur 's nachts. Alle attracties en enkele shows zullen hierdoor ook tijdens de nacht openen.
Attracties die operatief zijn gedurende de nacht zijn onder andere het hele SesamoAventura-themagebied, Dragon Khan, Shambhala, Tea-Cups, Tutuki Splash, Silver river Flume, Furius Baco, Hurakan Condor, Serpiente Emplumada, Stampida en nog enkele andere.
Zomer
In juli en augustus opent het park telkens tot middernacht. 's Avonds worden Furius Baco, Grand Canyon Rapids, Templo del Fuego en Tutuki Splash vroeger gesloten om de avondshows voor te bereiden of om de bezoekers comfortabel droog te houden. Rond middernacht wordt Aquamusic of FiestAventura opgevoerd, shows met licht, water en vuurwerk, gesynchroniseerd op filmmuziek of per thema in het park.
Halloween
Tijdens de maanden september, oktober en begin november wordt het park omgetoverd tot een griezelpark. Gebouwen krijgen griezelattributen, het park krijgt pompoenen, hooibalen en andere griezeleffecten en er worden ook speciale attracties en shows geopend voor Halloween.
Kerst
Eind november wordt het park volledig in de kerstsfeer gedompeld. Kerstbomen maken hun opwachting, de kerstman neemt zijn plaatsje in, het park krijgt aangepaste verlichting en er zijn speciale shows. Dit evenement duurt tot in januari.
Kerstshows
| Naam                               | Themagebied  | Opmerking                            |
| ---------------------------------- | ------------ | ------------------------------------ |
| La Llegada de los Emisarios Reales | Mediterranea | Muziek, licht, water en vuurwerkshow |
| La Entraga de Cartas               | Mediterranea |                                      |
| Un Día Especial                    | Polynesië    |                                      |
| Woody on Ice                       | Polynesië    | IJsshow                              |
| El Viaje de Clara                  | China        |                                      |
| Jarana Mexicana                    | Mexico       | Kerstmuziek op z'n Mexicaans         |
| El Bosque Encantado                | Mexico       |                                      |
| Can-Can Christmas                  | Far West     |                                      |
| Christmas Country Band             | Far West     |                                      |